# Первомайский сельсовет (Первомайский район, Оренбургская область)
Первомайский сельсовет — сельское поселение в Первомайском районе Оренбургской области Российской Федерации.
Административный центр — посёлок Первомайский.

## История
9 марта 2005 года в соответствии с законом Оренбургской области № 1907/315-III-ОЗ образовано сельское поселение Первомайский сельсовет, установлены границы муниципального образования.

## Население
| 2010  | 2012  | 2013  | 2014  | 2015  | 2016  | 2017  |
| ----- | ----- | ----- | ----- | ----- | ----- | ----- |
| 6346  | ↗6492 | ↗6591 | ↗6631 | ↗6771 | ↗6822 | ↗6847 |
| 2018  | 2019  | 2020  | 2021  |       |       |       |
| ↘6824 | ↘6798 | ↘6727 | ↘5959 |       |       |       |

## Состав сельского поселения
| № | Населённый пункт | Тип населённого пункта          | Население |
| - | ---------------- | ------------------------------- | --------- |
| 1 | Первомайский     | посёлок, административный центр | ↘5959     |